# Stenstrup, Svendborgs kommun
Stenstrup är en tätort i Svendborgs kommun i Region Syddanmark i Danmark. Tätorten har 1 777 invånare (2024). Den ligger på Fyn, cirka 10 kilometer nordväst om Svendborg.